# Institut de Vic
L'Institut de Vic va néixer l'any 1955 com a Escola de Mestratge Industrial de Vic. L'any 1979 va esdevenir Institut Politècnic de Formació Professional de Vic; el 1996 va passar a ser Institut d'Educació Secundària de Vic, i des del 2010 es denomina Institut de Vic.
Durant el període en què impartia els ensenyaments de Mestratge industrial i després de Formació Professional era el centre de referència de moltes escoles privades d'Osona i bona part del Vallès Oriental que donaven aquest tipus de formació. Per això, els fons d'aquestes institucions han restat en custòdia directe de l'IES Vic, com els fons històrics acadèmics de les seccions de formació professional dels tres centres que ara han ingressat a l'Arxiu Comarcal d'Osona. No obstant això, la consulta de la documentació quedarà reservada al mateix Institut de Vic el qual gestionarà totes les peticions directament.
Actualment, l'Institut de Vic continua essent la institució educativa més gran d'Osona amb més de 1200 alumnes i imparteix ESO, batxillerat i cursos formatius en horaris de matí, tarda i vespre.
El 2015 va transferir el 2015 9,3 metres lineals d'expedients acadèmics, corresponents als anys 1972 a 2000, de les històriques seccions de Formació Professional de Torelló, Quintanes i Acadèmia Suert de Vic que tenia en custòdia des que actuava com a centre de referència de la docència professional.